# أيريس - تي
أي ار أي سي- تي بالإنجليزية (IRIS-T) هو صاروخ أشعة تحت الحمراء وهو برنامج بقيادة ألمانيا لوضع صاروخ قصير المدى جو جو ليحل محل صواريخ إيه آي إم-9 سايدويندر لخدمة الأعضاء في حلف شمال الأطلسي. أو أي طائرة قادرة على حمل وإطلاق سايد هي أيضا قادرة على إطلاق IRIS - T.

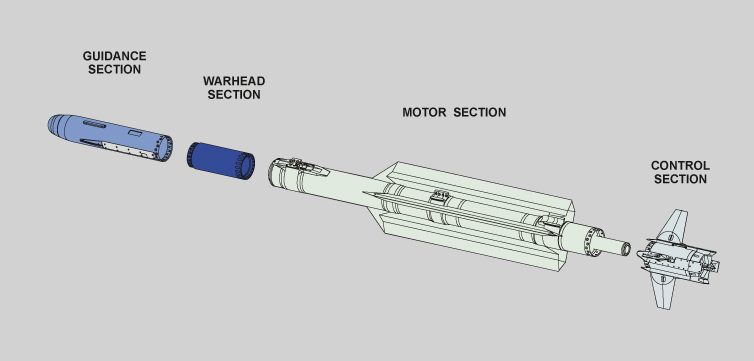
اقسام الصاروخ

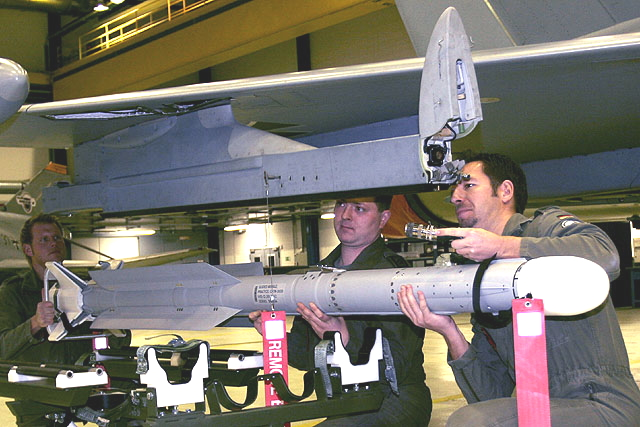
رجال يقومون بوضع الصاروخ

## المستخدمون

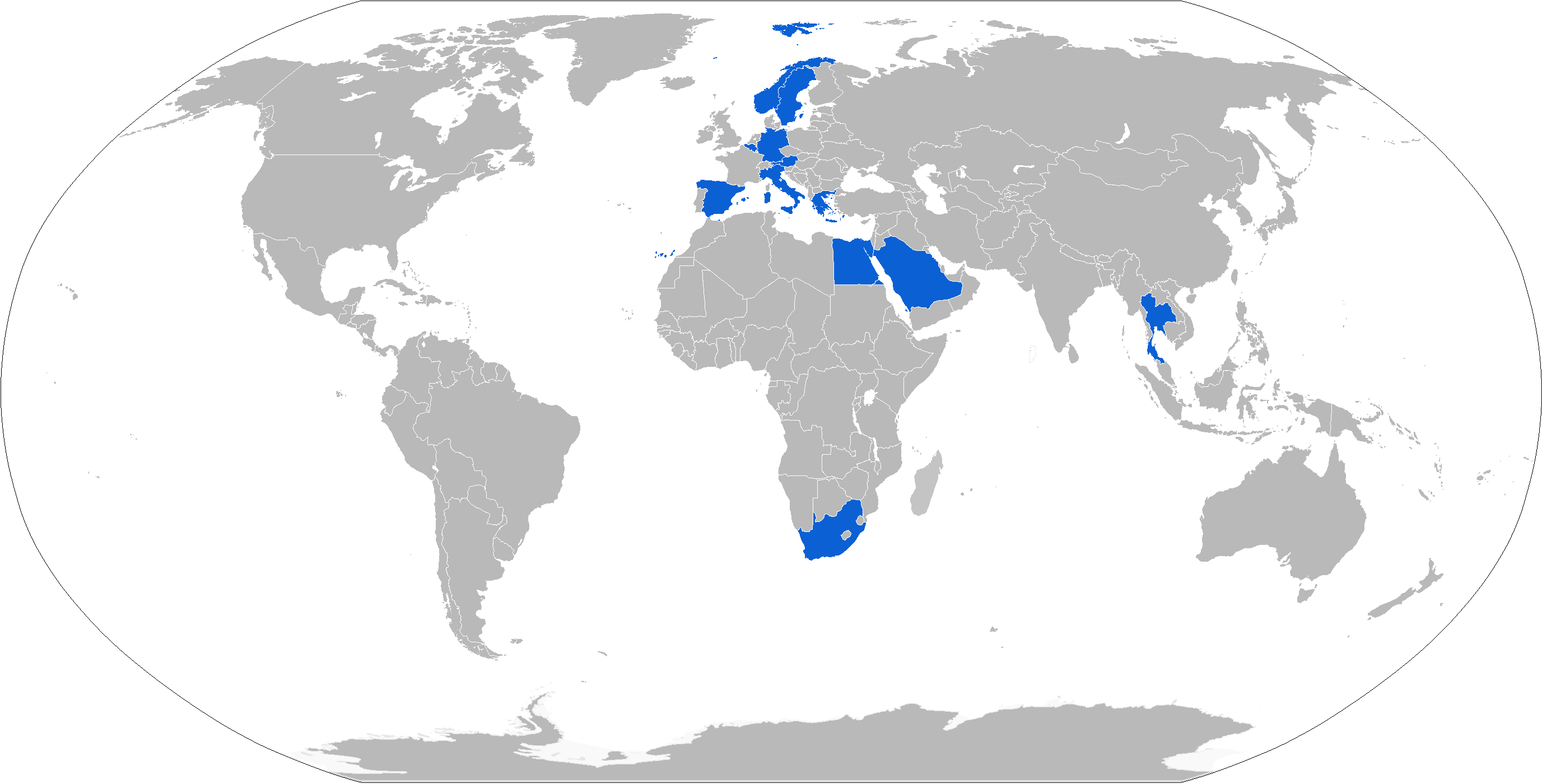
Map with IRIS-T operators in blue

المشغلين اعتبارا من يوليو 2008.
 النمسا25
 بلجيكا500[بحاجة لمصدر]
 ألمانيا1,250
 اليونان350
 إيطاليا444.
 النرويج150
 السعودية1,400
 جنوب إفريقيا25 
 إسبانيا770 
 السويد400
 تايلاند220